# Club Deportivo Badajoz
Il Club Deportivo Badajoz S.A.D. è una società calcistica con sede a Badajoz, in Estremadura, in Spagna.
Gioca nella Segunda División RFEF, la quarta serie del campionato spagnolo.
Esiste anche una squadra femminile: il C.F. Femenino Badajoz.

## Storia
Il C.D. Badajoz fu fondato nel 1905. È il club più antico dell'Estremadura e uno dei più antichi di tutta la Spagna.
Nei primi anni successivi alla fondazione disputava partite amichevoli contro squadre di militari di Mérida, Cáceres e Plasencia e partecipava solo ai campionati regionali.
Alla guida del club, sia come presidente che come allenatore, c'era don Miguel Ávila, uno dei fondatori del club.
Nel 1931 avvenne una fusione tra il Badajoz e altri due club della città, chiamati Racing e Sport.
Il conte Don Francisco Fernandez Marquesta donò alla società un terreno dove sorse lo stadio del Vivero.
Il 21 gennaio 1941 la squadra cambiò nome da Sport Club Badajoz al nome attuale di Club Deportivo Badajoz.
Nella stagione 1952-1953, quando il presidente era Francisco Reina Molina, fu promosso per la prima volta in Segunda División e vi giocò per sette stagioni consecutive.
Il 2 dicembre 1998 fu inaugurato l'Estadio Nuevo Vivero, dove il Badajoz gioca ancora oggi.

## Tornei nazionali
- 1ª División: 0 stagioni
- 2ª División: 20 stagioni
- 2ª División B: 18 stagioni
- 3ª División: 32 stagioni

## Palmarès

### Competizioni nazionali
- Segunda División B: 1

1990-1991
- Tercera División: 7

1944-1945, 1945-1946, 1952-1953, 1964-1965, 1966-1967, 1985-1986, 2009-2010

### Altri piazzamenti
- Segunda División B:

Secondo posto: 1987-1988 (gruppo III), 1991-1992 (gruppo IV)
Terzo posto: 2019-2020 (gruppo 4)

## Rosa 2021-2022
- Aggiornata al 21 gennaio 2011[4]

| N. |                       | Ruolo | Calciatore     |
| -- | --------------------- | ----- | -------------- |
| 1  | Spagna (bandiera)     | P     | Limones        |
| 2  | Spagna (bandiera)     | D     | Dani Fernández |
| 3  | Spagna (bandiera)     | D     | Gabi Grillé    |
| 4  | Spagna (bandiera)     | D     | Aloisio        |
| 5  | Spagna (bandiera)     | C     | Curro          |
| 6  | Portogallo (bandiera) | C     | Sandro         |
| 7  | Spagna (bandiera)     | D     | Jaraíz         |
| 8  | Spagna (bandiera)     | C     | Samuel Bayón   |
| 9  | Spagna (bandiera)     | C     | Juan Viyuela   |
| 10 | Spagna (bandiera)     | C     | Tete           |
| 11 | Spagna (bandiera)     | C     | Cajoto         |

| N. |                          | Ruolo | Calciatore        |
| -- | ------------------------ | ----- | ----------------- |
| 12 | Guinea-Bissau (bandiera) | A     | Amido Baldé       |
| 13 | Portogallo (bandiera)    | P     | Bruno Costa       |
| 14 | Camerun (bandiera)       | A     | Paolo Etamané     |
| 15 | Portogallo (bandiera)    | D     | João Cardoso      |
| 16 | Spagna (bandiera)        | C     | Toni Vela         |
| 17 | Spagna (bandiera)        | C     | Álex Herrera      |
| 18 | Uruguay (bandiera)       | D     | Martín Díaz       |
| 19 | Spagna (bandiera)        | A     | Juan Carlos Ortiz |
| 20 | Spagna (bandiera)        | C     | David Parada      |
| 21 | Spagna (bandiera)        | D     | Solano            |
| 22 | Tunisia (bandiera)       | C     | Amine Saïd        |